# Cycnoches pachydactylon
Cycnoches pachydactylon är en orkidéart som beskrevs av Rudolf Schlechter. Cycnoches pachydactylon ingår i släktet Cycnoches, och familjen orkidéer. Inga underarter finns listade i Catalogue of Life.